# L'inferno (film 1994)
L'inferno (L'enfer) è un film del 1994, diretto da Claude Chabrol.

## Trama
Paul apre un albergo nei pressi di Tolosa. Conosce Nelly e, dopo poco tempo, i due si sposano. La situazione finanziaria peggiora e il neo direttore avverte tensione e difficoltà a dormire. A causa di ciò, Paul è costretto a prendere alcuni sonniferi. Gradualmente, l'uomo incomincia a sviluppare strane ossessioni. Il marito è convinto che sua moglie lo tradisca. 

## Produzione
L'idea del film è opera di Henri-Georges Clouzot. Il cineasta francese avrebbe dovuto dirigere la pellicola. Purtroppo però, a causa di problemi cardiaci, il regista non ha potuto terminarla.
Nel 1992 Chabrol incontra la vedova di Clouzot. Affascinato dalla trama del soggetto, ottiene i diritti dalla consorte e, in breve tempo, fa partire la produzione del lungometraggio.
Durante le riprese, Claude Chabrol ha raccontato di avere numerose discussioni con Emmanuelle Béart.

## Distribuzione
Uscito in Francia il 16 febbraio del 1994, il film fu distribuito in Europa e, perfino, negli USA. 
Esistono sul mercato versioni home video. É, inoltre, presente nelle principali piattaforme streaming. 

## Accoglienza
Morando Morandini giudica L'inferno tiepidamente: «É il resoconto di un caso clinico che può incuriosire o impietosire (e risultare ridicolo), ma che non rimanda ad altri temi». 
Il portale Longtake loda l'attore François Cluzet («interprete perfetto») e considera la regia di Chabrol audace e misteriosa.